# ذا غريت أميركان باش (2005)
ذا غريت أميركان باش (2005) (بالإنجليزية: The Great American Bash (2005))‏ هو عرض مصارعة محترفة من فئة الدفع مقابل المشاهدة وهو العرض السادس عشر من سلسلة عروض ذا غريت أميركان باش. تم عرضه لأول مرة في 24 يوليو 2005.